# Jelizawieta Czesnokowa
Jelizawieta Andriejewna Czesnokowa (ros. Елизавета Андреевна Чеснокова; ur. 10 kwietnia 1996 w Triochgornym) – rosyjska narciarka dowolna, specjalizująca się w halfpipe'ie, która starty w Pucharze Świata rozpoczęła w 2013 r. Występowała także w zawodach FIS Race oraz Pucharu Północnoamerykańskiego. Była uczestniczką zimowych igrzysk olimpijskich w Soczi w 2014 roku, zajmując dziewiętnaste miejsce.

## Osiągnięcia

### Igrzyska olimpijskie
| Miejsce | Dzień     | Rok  | Miejscowość | Konkurencja | Wynik     | Zwyciężczyni  | Źródło |
| ------- | --------- | ---- | ----------- | ----------- | --------- | ------------- | ------ |
| 19.     | 20 lutego | 2014 | Roza Chutor | halfpipe    | 50.00 pkt | Maddie Bowman | [ 1 ]  |

### Mistrzostwa świata
| Miejsce | Dzień   | Rok  | Miejscowość | Konkurencja | Wynik    | Zwyciężczyni    | Źródło |
| ------- | ------- | ---- | ----------- | ----------- | -------- | --------------- | ------ |
| 16.     | 7 marca | 2013 | Oslo        | halfpipe    | 41.6 pkt | Virginie Faivre | [ 2 ]  |

### Puchar Świata

#### Pozycje w klasyfikacji generalnej
| Sezon     | Miejsce | Punkty |
| --------- | ------- | ------ |
| 2012/2013 | 154     | 4      |
| 2013/2014 | 102     | 12     |

#### Pozycje w poszczególnych zawodach

##### Halfpipe
| Sezon 2012/2013                                                       |                       |                |                    |                     |        |        |        |        |        |        |        |         |         |         |         |         |         |         |         |
| Cardrona 22.08                                                        | Copper Mountain 11.01 | Park City 2.02 | Soczi 16.02        | Sierra Nevada 25.03 | Punkty | Punkty | Punkty | Punkty | Punkty | Punkty | Punkty | Punkty  | Pozycja | Pozycja | Pozycja | Pozycja | Pozycja | Pozycja | Pozycja |
| -                                                                     | 33                    | 36             | 17                 | 23                  | 22     | 22     | 22     | 22     | 22     | 22     | 22     | 22      | 33      | 33      | 33      | 33      | 33      | 33      | 33      |
| Sezon 2013/2014                                                       |                       |                |                    |                     |        |        |        |        |        |        |        |         |         |         |         |         |         |         |         |
| Cardrona 17.08                                                        | Copper Mountain 20.12 | Calgary 3.01   | Breckenridge 12.01 | Punkty              | Punkty | Punkty | Punkty | Punkty | Punkty | Punkty | Punkty | Pozycja | Pozycja | Pozycja | Pozycja | Pozycja | Pozycja | Pozycja | Pozycja |
| 15                                                                    | 21                    | 11             | 23                 | 58                  | 58     | 58     | 58     | 58     | 58     | 58     | 58     | 19      | 19      | 19      | 19      | 19      | 19      | 19      | 19      |
| Legenda                                                               |                       |                |                    |                     |        |        |        |        |        |        |        |         |         |         |         |         |         |         |         |
| 1 2 3 4-10 11-30 31-100 wyniki anulowane - – zawodnik nie wystartował |                       |                |                    |                     |        |        |        |        |        |        |        |         |         |         |         |         |         |         |         |